# 고구레촌
고구레촌(小榑村)은 사이타마현 니쿠라군에 설치되었던 촌이다. 현재의 도쿄도 네리마구 서북부에 해당한다.